# Ryszard Löw
Ryszard Löw (ur. 1 lutego 1931 w Krakowie, zmarł 6 lipca 2024 w Tel Awiwie) – polski publicysta, bibliograf, wydawca i krytyk literacki żydowskiego pochodzenia, mieszkający od 1952 w Izraelu.

## Życiorys
Urodził się w Krakowie w rodzinie żydowskiej. Podczas II wojny światowej wraz z rodziną przebywał w Związku Radzieckim. W 1946 jako repatriant wrócił do Krakowa. W 1952 wyemigrował do Izraela. Studiował w Krakowie, Paryżu i Tel Awiwie. Od 1957 jest korespondentem izraelskim Instytutu Badań Literackich - Pracowni Bibliograficznej w Poznaniu, gdzie przesyła materiały o literackich polonikach hebrajskich. Jest członkiem Związku Autorów Piszących Po Polsku w Izraelu, którego był pierwszym przewodniczącym. Część jego dorobku znajduje się w Archiwum Emigracji w Bibliotece Uniwersyteckiej w Toruniu. Archiwum zawiera korespondencję z przyjaciółmi, m.in.: Edmundem Puzdrowskim i Henrykiem Baryczem.
Zmarł 6 lipca 2024 w Izraelu.

## Twórczość
Ryszard Löw tworzy w języku polskim i hebrajskim, głównie o literaturze polskiej, jej związkach z hebrajską oraz o zagadnieniach polsko-żydowskich stosunków literackich. Artykuły, recenzje i bibliografie publikuje w polskojęzycznych czasopismach w Izraelu (m.in. Nowiny Izraelskie, Od Nowa, Echo Tygodnia), Wielkiej Brytanii (Wiadomości), Francji (Kultura) i Polsce (Przegląd Orientalistyczny, Twórczość i Tygodnik Powszechny). W literaturze i prasie hebrajskiej w Izraelu - publikuje artykuły o literaturze polskiej. Wydał kilka książek, w tym:
- 2014: Literackie podsumowania. Polsko-hebrajskie i polsko-izraelskie.

- 1998: Rozpoznania. Szkice literackie
- 1995: Znaki obecności. O polsko-hebrajskich i polsko-żydowskich związkach literackich
- 1996: Hebrajska obecność Juliana Tuwima. Szkice literackie
- 1993: Hebrajska obecność Juliana Tuwima. Szkice bibliograficzne
- 1993: Pod znakiem starych foliantów. Cztery szkice o sprawach żydowskich i książkowych